# Biłyćke
Biłyćke (ukr. Білицьке) – miasto na Ukrainie w obwodzie donieckim.

## Historia
Prawa miejskie ma od 1966. W lipcu 1995 r. Rząd Ukrainy zezwolił na sprzedaż piekarni miejskiej (13 października 2010 r. zbankrutowała, a 27 stycznia 2011 r. - zlikwidowana).

## Demografia
- 1989 – 11 591[5]
- 2013 – 8 691[6]
- 2019 – 8 125[7]
- 5 stycznia 2025 – około 7 000[1]